# Ліга чемпіонів УЄФА 2012—2013

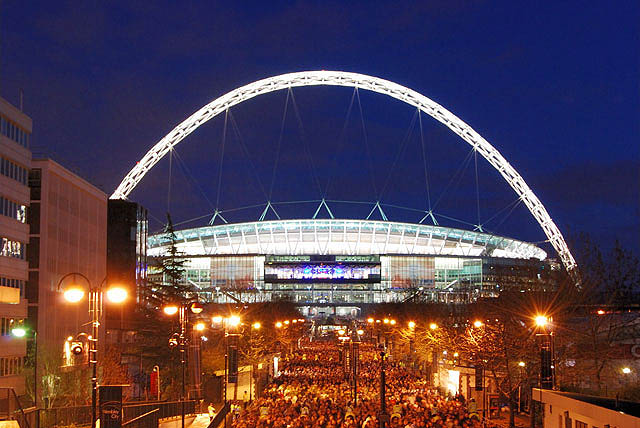
Стадіон «Вемблі» приймав фінал турніру

Ліга чемпіонів УЄФА 2012–2013 — 58-й турнір між найкращими клубами європейських країн і 21-й в теперішньому форматі. Фінал відбувся на стадіоні «Вемблі» в Лондоні, Англія. Вперше там зустрілись дві німецькі команди: «Боруссія» та «Баварія». З рахунком 2:1 перемогу здобули мюнхенці.

## Розподіл асоціацій
У Лізі чемпіонів 2012—2013 брали участь 76 команд з 52 асоціацій, що входять до УЄФА (Ліхтенштейн не організовує власний чемпіонат). Асоціації розподіляються по місцях згідно з їхнім рейтингом у таблиці коефіцієнтів УЄФА—2011, який вираховується за результатами виступів у єврокубках за сезонами з 2006—2007 по 2010—2011.
Відповідно до цього схема участі має такий вигляд:
- Асоціації, що займають 1-ше — 3-тє місця, представлені чотирма командами
- Асоціації, що займають 4-те — 6-те місця, представлені трьома командами
- Асоціації, що займають 7-ме — 15-те місця, представлені двома командами
- Асоціації, що займають 16-те — 53-тє місця, представлені однією командою (окрім Ліхтенштейну)

Оскільки Челсі, переможець Ліги чемпіонів 2011—2012, фінішував за межами першої четвірки в Англійській Прем'єр-лізі 2011—2012, та оскільки жодна асоціація не може бути представлена більше, ніж чотирма командами, Челсі отримав право виступу в Лізі чемпіонів 20121203 як володар титулу, водночас Тоттенхем Хотспур, який зайняв четверте місце в Англійській Прем'єр-лізі 2011—2012, був переведений у розіграш Ліги Європи 2012—2013.

### Рейтинг асоціацій
| Рейтинг | Асоціація  | Коеф.  |
| ------- | ---------- | ------ |
| 1       | Англія     | 85.785 |
| 2       | Іспанія    | 82.329 |
| 3       | Німеччина  | 69.436 |
| 4       | Італія     | 60.552 |
| 5       | Франція    | 53.678 |
| 6       | Португалія | 51.596 |
| 7       | Росія      | 44.707 |
| 8       | Україна    | 43.883 |
| 9       | Нідерланди | 40.129 |
| 10      | Туреччина  | 35.050 |
| 11      | Греція     | 34.166 |
| 12      | Данія      | 30.550 |
| 13      | Бельгія    | 27.000 |
| 14      | Румунія    | 25.824 |
| 15      | Шотландія  | 25.141 |
| 16      | Швейцарія  | 24.900 |
| 17      | Ізраїль    | 22.000 |
| 18      | Чехія      | 20.850 |

| Рейтинг | Асоціація            | Коеф.  |
| ------- | -------------------- | ------ |
| 19      | Австрія              | 20.700 |
| 20      | Кіпр                 | 18.124 |
| 21      | Болгарія             | 17.875 |
| 22      | Хорватія             | 16.124 |
| 23      | Білорусь             | 16.083 |
| 24      | Польща               | 15.916 |
| 25      | Словаччина           | 14.499 |
| 26      | Норвегія             | 14.375 |
| 27      | Сербія               | 14.250 |
| 28      | Швеція               | 14.125 |
| 29      | Боснія і Герцеговина | 9.124  |
| 30      | Фінляндія            | 8.966  |
| 31      | Ірландія             | 8.708  |
| 32      | Угорщина             | 8.500  |
| 33      | Молдова              | 7.749  |
| 34      | Литва                | 7.708  |
| 35      | Латвія               | 7.415  |
| 36      | Грузія               | 6.957  |

| Рейтинг | Асоціація          | Коеф. |
| ------- | ------------------ | ----- |
| 37      | Азербайджан        | 6.165 |
| 38      | Словенія           | 6.124 |
| 39      | Північна Македонія | 5.207 |
| 40      | Ісландія           | 4.957 |
| 41      | Казахстан          | 4.374 |
| 42      | Ліхтенштейн        | 4.000 |
| 43      | Чорногорія         | 3.875 |
| 44      | Албанія            | 3.874 |
| 45      | Естонія            | 3.791 |
| 46      | Уельс              | 2.790 |
| 47      | Вірменія           | 2.583 |
| 48      | Мальта             | 2.416 |
| 49      | Північна Ірландія  | 2.249 |
| 50      | Фарерські острови  | 1.416 |
| 51      | Люксембург         | 1.374 |
| 52      | Андорра            | 1.000 |
| 53      | Сан-Марино         | 0.916 |

### Розподіл за раундами
|                                           |                                           | Команди, що починають боротьбу з раунду | Команди, що вийшли з попереднього раунду                                                                    |
| ----------------------------------------- | ----------------------------------------- | --- | --- |
| Перший кваліфікаційний раунд (6 команд)   | Перший кваліфікаційний раунд (6 команд)   | - 6 чемпіонів з асоціацій 48—53 | |
| Другий кваліфікаційний раунд (34 команди) | Другий кваліфікаційний раунд (34 команди) | - 31 чемпіон з асоціацій 16—47 (окрім Ліхтенштейну) | - 3 переможці першого кваліфікаційного раунду                                                               |
| Третій кваліфікаційний раунд              | Чемпіони (20 команд)                      | - 3 чемпіони з асоціацій 13—15 | - 17 переможців другого кваліфікаційного раунду                                                             |
| Третій кваліфікаційний раунд              | Нечемпіони (8 команд)                     | - 8 команд, що посіли другі місця в асоціаціях 8—15 | |
| Кваліфікаційний плей-оф                   | Чемпіони (10 команд)                      | | - 10 переможців третього кваліфікаційного раунду для чемпіонів                                              |
| Кваліфікаційний плей-оф                   | Нечемпіони (10 команд)                    | - 1 команда, що посіла друге місце у асоціації 7 - 3 команди, що посіли треті місця у асоціаціях 4—6 - 2 команди, що посіли четверті місця у асоціаціях 1—3 (без місця, яке займав Тоттенхем Хотспур) | - 4 переможці третього кваліфікаційного раунду для нечемпіонів                                              |
| Груповий турнір (32 команди)              | Груповий турнір (32 команди)              | - Володар титулу - 12 чемпіонів з асоціацій 1—12 - 6 команд, що посіли другі місця у асоціаціях 1—6 - 3 команди, що посіли треті місця у асоціаціях 1—3                                               | - 5 переможців кваліфікаційого плей-оф для чемпіонів - 5 переможців кваліфікаційого плей-оф для нечемпіонів |
| Плей-оф (16 команд)                       | Плей-оф (16 команд)                       | | - 8 переможців груп з групового турніру - 8 команд, що посіли в групах другі місця                          |

### Список учасників
| Груповий турнір                 | Груповий турнір            | Груповий турнір         | Груповий турнір              |
| ------------------------------- | -------------------------- | ----------------------- | ---------------------------- |
| Челсі (6-те)Ч                   | Валенсія (3-тє)            | Монпельє (1-ше)         | Аякс (1-ше)                  |
| Манчестер Сіті (1-ше)           | Боруссія (Дортмунд) (1-ше) | Парі Сен-Жермен (2-ге)  | Галатасарай (1-ше)           |
| Манчестер Юнайтед (2-ге)        | Баварія (Мюнхен) (2-ге)    | Порту (1-ше)            | Олімпіакос (1-ше)            |
| Арсенал (3-тє)                  | Шальке 04 (3-тє)           | Бенфіка (2-ге)          | Нордшелланд (1-ше)           |
| Реал Мадрид (1-ше)              | Ювентус (1-ше)             | Зеніт (1-ше)            |                              |
| Барселона (2-ге)                | Мілан (2-ге)               | Шахтар (Донецьк) (1-ше) |                              |
| Кваліфікаційний плей-оф         |                            |                         |                              |
| Чемпіони                        | Нечемпіони                 | Нечемпіони              | Нечемпіони                   |
|                                 | Малага (4-те)              | Удінезе (3-тє)          | Спортінг (Брага) (3-тє)      |
| Боруссія (Менхенгладбах) (4-те) | Лілль (3-тє)               | Спартак (Москва) (2-ге) |                              |
| Третій кваліфікаційний раунд    |                            |                         |                              |
| Чемпіони                        | Нечемпіони                 | Нечемпіони              | Нечемпіони                   |
| Андерлехт (1-ше)                | Динамо (Київ) (2-ге)       | Панатінаїкос (2-ге)     | Васлуй (2-ге)                |
| ЧФР Клуж (1-ше)                 | Феєнорд (2-ге)             | Копенгаген (2-ге)       | Мотервелл (3-тє)Прим. ШОТЛ   |
| Селтік (1-ше)                   | Фенербахче (2-ге)          | Брюгге (2-ге)           |                              |
| Другий кваліфікаційний раунд    |                            |                         |                              |
| Базель (1-ше)                   | Шльонськ (Вроцлав) (1-ше)  | Дебрецен (1-ше)         | КР (1-ше)                    |
| Хапоель (Кір'ят-Шмона) (1-ше)   | Жиліна (1-ше)              | Шериф (1-ше)            | Шахтар (Караганда) (1-ше)    |
| Слован (Ліберець) (1-ше)        | Молде (1-ше)               | Екранас (1-ше)          | Будучност (Подгориця) (1-ше) |
| Ред Булл Зальцбург (1-ше)       | Партизан (1-ше)            | Вентспілс (1-ше)        | Скендербеу (1-ше)            |
| АЕЛ (1-ше)                      | Гельсінґборг (1-ше)        | Зестафоні (1-ше)        | Флора (1-ше)                 |
| Лудогорець (1-ше)               | Желєзнічар (1-ше)          | Нефтчі (Баку) (1-ше)    | ТНС (1-ше)                   |
| Динамо (Загреб) (1-ше)          | ГІК (1-ше)                 | Марибор (1-ше)          | Уліссес (1-ше)               |
| БАТЕ (1-ше)                     | Шемрок Роверс (1-ше)       | Вардар (1-ше)           |                              |
| Перший кваліфікаційний раунд    |                            |                         |                              |
| Валетта (1-ше)                  | Б36 Торсгавн (1-ше)        | Лузітанос (1-ше)        |                              |
| Лінфілд (1-ше)                  | Ф91 Дюделанж (1-ше)        | Тре Пенне (1-ше)        |                              |

Примітки
- Ч Чемпіон
- Шотландія: Оскільки у клубі Рейнджерс, який фінішував другим у розіграші Шотландської прем'єр-ліги 2011—2012, введено зовнішнє адміністрування через борги, клуб не отримав ліцензію УЄФА на виступи в єврокубках[6]. Як наслідок, футбольний клуб Мотервелл, що фінішував третім, отримав путівку до Ліги чемпіонів у нечемпіонську кваліфікацію.

## Розклад матчів і жеребкувань
Усі жеребкування пройшли у штаб-квартирі УЄФА в Ньйоні, Швейцарія.
| Фаза                    | Раунд                        | Жеребкування            | Перший матч                               | Матч-відповідь                            |
| ----------------------- | ---------------------------- | ----------------------- | ----------------------------------------- | ----------------------------------------- |
| Кваліфікація            | Перший кваліфікаційний раунд | 25 червня 2012          | 3—4 липня 2012                            | 10—11 липня 2012                          |
| Кваліфікація            | Другий кваліфікаційний раунд | 25 червня 2012          | 17—18 липня 2012                          | 24—25 липня 2012                          |
| Кваліфікація            | Третій кваліфікаційний раунд | 20 липня 2012           | 31 липня — 1 серпня 2012                  | 7—8 серпня 2012                           |
| Кваліфікаційний плей-оф | Раунд плей-оф                | 10 серпня 2012          | 21—22 серпня 2012                         | 28—29 серпня 2012                         |
| Груповий турнір         | Тур 1                        | 30 серпня 2012 (Монако) | 18—19 вересня 2012                        | 18—19 вересня 2012                        |
| Груповий турнір         | Тур 2                        | 30 серпня 2012 (Монако) | 2—3 жовтня 2012                           | 2—3 жовтня 2012                           |
| Груповий турнір         | Тур 3                        | 30 серпня 2012 (Монако) | 23—24 жовтня 2012                         | 23—24 жовтня 2012                         |
| Груповий турнір         | Тур 4                        | 30 серпня 2012 (Монако) | 6—7 листопада 2012                        | 6—7 листопада 2012                        |
| Груповий турнір         | Тур 5                        | 30 серпня 2012 (Монако) | 20—21 листопада 2012                      | 20—21 листопада 2012                      |
| Груповий турнір         | Тур 6                        | 30 серпня 2012 (Монако) | 4—5 грудня 2012                           | 4—5 грудня 2012                           |
| Плей-оф                 | 1/8                          | 14 грудня 2012          | 12—13 і 19—20 лютого 2013                 | 5—6 і 12—13 березня 2013                  |
| Плей-оф                 | Чвертьфінал                  | 15 березня 2013         | 2—3 квітня 2013                           | 9—10 квітня 2013                          |
| Плей-оф                 | Півфінал                     | 15 березня 2013         | 23—24 квітня 2013                         | 30 квітня — 1 травня 2013                 |
| Плей-оф                 | Фінал                        | 15 березня 2013         | 25 травня 2013 на стадіоні Вемблі, Лондон | 25 травня 2013 на стадіоні Вемблі, Лондон |

## Кваліфікація
У кваліфікаційних раундах і плей-оф команди розподіляються на сіяні та несіяні відповідно до їхнього рейтингу у таблиці коефіцієнтів УЄФА—2012, за якими проводиться жеребкування, що розподіляє пари у двоматчевому протистоянні. Команди з однієї країни не грають одна з одною.

### Перший кваліфікаційний раунд
Жеребкування першого і другого кваліфікаційного раундів відбулося 25 червня 2012 року. Перші матчі відбулися 3 липня, матчі-відповіді — 10 липня 2012 р.
| Команда 1    | Заг.         | Команда 2    | 1-й матч | 2-й матч |
| ------------ | ------------ | ------------ | -------- | -------- |
| Ф91 Дюделанж | 11:0         | Тре Пенне    | 7:0      | 4:0      |
| Валетта      | 9:0          | Лузітанос    | 8:0      | 1:0      |
| Лінфілд      | 0:0 (п. 4:3) | Б36 Торсгавн | 0:0      | 0:0      |

### Другий кваліфікаційний раунд
Перші матчі відбулися 17 і 18 липня, матчі-відповіді — 24 і 25 липня 2012 року.
| Команда 1             | Заг.    | Команда 2              | 1-й матч | 2-й матч   |
| --------------------- | ------- | ---------------------- | -------- | ---------- |
| Скендербеу            | 1:3     | Дебрецен               | 1:0      | 0:3        |
| Марибор               | 6:2     | Желєзнічар             | 4:1      | 2:1        |
| Жиліна                | 1:2     | Хапоель (Кір'ят-Шмона) | 1:0      | 0:2        |
| БАТЕ                  | 3:2     | Вардар                 | 3:2      | 0:0        |
| АЕЛ                   | 3:0     | Лінфілд                | 3:0      | 0:0        |
| Шемрок Роверс         | 1:2     | Екранас                | 0:0      | 1:2        |
| Флора                 | 0:5     | Базель                 | 0:2      | 0:3        |
| ТНС                   | 0:3     | Гельсінгборг           | 0:0      | 0:3        |
| ГІК                   | 9:1     | КР                     | 7:0      | 2:1        |
| Молде                 | 4:1     | Вентспілс              | 3:0      | 1:1        |
| Ф91 Дюделанж          | 4:4 (ч) | Ред Булл Зальцбург     | 1:0      | 3:4        |
| Слован (Ліберець)     | 2:1     | Шахтар (Караганда)     | 1:0      | 1:1 (д.ч.) |
| Лудогорець            | 3:4     | Динамо (Загреб)        | 1:1      | 2:3        |
| Нефтчі                | 5:2     | Зестафоні              | 3:0      | 2:2        |
| Уліссес               | 0:2     | Шериф                  | 0:1      | 0:1        |
| Валетта               | 2:7     | Партизан               | 1:4      | 1:3        |
| Будучност (Подгориця) | 1:2     | Шльонськ (Вроцлав)     | 0:2      | 1:0        |

### Третій кваліфікаційний раунд
Перші матчі відбудуться 31 липня і 1 серпня, матчі-відповіді — 7 і 8 серпня 2012.
| Команда 1              | Заг.     | Команда 2         | 1-й матч | 2-й матч |          |
| Чемпіони               | Чемпіони | Чемпіони          | Чемпіони | Чемпіони | Чемпіони |
| ---------------------- | -------- | ----------------- | -------- | -------- | -------- |
| Марибор                | 5:1      | Ф91 Дюделанж      | 4:1      | 1:0      |          |
| БАТЕ                   | 3:1      | Дебрецен          | 1:1      | 2:0      |          |
| ЧФР Клуж               | 3:1      | Слован (Ліберець) | 1:0      | 2:1      |          |
| Андерлехт              | 11:0     | Екранас           | 5:0      | 6:0      |          |
| Шльонськ (Вроцлав)     | 1:6      | Гельсінгборг      | 0:3      | 1:3      |          |
| Шериф                  | 0:5      | Динамо (Загреб)   | 0:1      | 0:4      |          |
| Селтік                 | 4:1      | ГІК               | 2:1      | 2:0      |          |
| Молде                  | 1:2      | Базель            | 0:1      | 1:1      |          |
| Хапоель (Кір'ят-Шмона) | 6:2      | Нефтчі (Баку)     | 4:0      | 2:2      |          |
| АЕЛ                    | 2:0      | Партизан          | 1:0      | 1:0      |          |
| Нечемпіони             |          |                   |          |          |          |
| Фенербахче             | 5:2      | Васлуй            | 1:1      | 4:1      |          |
| Мотервелл              | 0:5      | Панатінаїкос      | 0:2      | 0:3      |          |
| Копенгаген             | 3:2      | Брюгге            | 0:0      | 3:2      |          |
| Динамо (Київ)          | 3:1      | Феєнорд           | 2:1      | 1:0      |          |

### Раунд плей-оф
Перші матчі відбулися 21 і 22 серпня, матчі-відповіді — 28 і 29 серпня 2012.
| Команда 1                | Заг.     | Команда 2              | 1-й матч | 2-й матч     |          |
| Чемпіони                 | Чемпіони | Чемпіони               | Чемпіони | Чемпіони     | Чемпіони |
| ------------------------ | -------- | ---------------------- | -------- | ------------ | -------- |
| Базель                   | 1:3      | ЧФР Клуж               | 1:2      | 0:1          |          |
| Гельсінгборг             | 0:4      | Селтік                 | 0:2      | 0:2          |          |
| БАТЕ                     | 3:1      | Хапоель (Кір'ят-Шмона) | 2:0      | 1:1          |          |
| АЕЛ                      | 2:3      | Андерлехт              | 2:1      | 0:2          |          |
| Динамо (Загреб)          | 3:1      | Марибор                | 2:1      | 1:0          |          |
| Нечемпіони               |          |                        |          |              |          |
| Спортінг (Брага)         | 2:2      | Удінезе                | 1:1      | 1:1 (п. 5:4) |          |
| Спартак (Москва)         | 3:2      | Фенербахче             | 2:1      | 1:1          |          |
| Малага                   | 2:0      | Панатінаїкос           | 2:0      | 0:0          |          |
| Боруссія (Менхенгладбах) | 3:4      | Динамо (Київ)          | 1:3      | 2:1          |          |
| Лілль                    | 2:1      | Копенгаген             | 0:1      | 2:0 (д.ч.)   |          |

## Груповий етап

### Групи
| Ключі                                                     |
| --------------------------------------------------------- |
| Перше та друге місця в групі продовжать участь у турнірі. |
| Команда, що посіла третє місце буде грати в Лізі Європи.  |

Матчі до 27 жовтня 2012 будуть проходити за часом CEST (UTC+2), потім — CET (UTC+1).

#### Група A
| Команда         | І | П | Н | П | ГЗ | ГП | РМ  | О  |
| --------------- | - | - | - | - | -- | -- | --- | -- |
| Парі Сен-Жермен | 6 | 5 | 0 | 1 | 14 | 3  | +11 | 15 |
| Порту           | 6 | 4 | 1 | 1 | 10 | 4  | +6  | 13 |
| Динамо К.       | 6 | 1 | 2 | 3 | 6  | 10 | −4  | 5  |
| Динамо З.       | 6 | 0 | 1 | 5 | 1  | 14 | −13 | 1  |

#### Група B
| Команда    | І | П | Н | П | ГЗ | ГП | РМ | О  |
| ---------- | - | - | - | - | -- | -- | -- | -- |
| Шальке 04  | 6 | 3 | 3 | 0 | 10 | 6  | +4 | 12 |
| Арсенал    | 6 | 3 | 2 | 1 | 10 | 8  | +2 | 10 |
| Олімпіакос | 6 | 3 | 0 | 3 | 9  | 9  | 0  | 9  |
| Монпельє   | 6 | 0 | 2 | 4 | 6  | 12 | −6 | 2  |

#### Група C
| Команда   | І | П | Н | П | ГЗ | ГП | РМ | О  |
| --------- | - | - | - | - | -- | -- | -- | -- |
| Малага    | 6 | 3 | 3 | 0 | 12 | 5  | +7 | 12 |
| Мілан     | 6 | 2 | 2 | 2 | 7  | 6  | +1 | 8  |
| Зеніт     | 6 | 2 | 1 | 3 | 6  | 9  | −3 | 7  |
| Андерлехт | 6 | 1 | 2 | 3 | 4  | 9  | −5 | 5  |

#### Група D
| Команда        | І | П | Н | П | ГЗ | ГП | РМ | О  |
| -------------- | - | - | - | - | -- | -- | -- | -- |
| Боруссія       | 6 | 4 | 2 | 0 | 11 | 5  | +6 | 14 |
| Реал Мадрид    | 6 | 3 | 2 | 1 | 15 | 9  | +6 | 11 |
| Аякс           | 6 | 1 | 1 | 4 | 8  | 16 | −8 | 4  |
| Манчестер Сіті | 6 | 0 | 3 | 3 | 7  | 11 | −4 | 3  |

#### Група E
| Команда     | І | П | Н | П | ГЗ | ГП | РМ  | О  |
| ----------- | - | - | - | - | -- | -- | --- | -- |
| Ювентус     | 6 | 3 | 3 | 0 | 12 | 4  | +8  | 12 |
| Шахтар      | 6 | 3 | 1 | 2 | 12 | 8  | +4  | 11 |
| Челсі       | 6 | 3 | 1 | 2 | 16 | 10 | +6  | 11 |
| Нордшелланд | 6 | 0 | 1 | 5 | 4  | 22 | −18 | 1  |

#### Група F
| Команда  | І | П | Н | П | ГЗ | ГП | РМ | О  |
| -------- | - | - | - | - | -- | -- | -- | -- |
| Баварія  | 6 | 4 | 1 | 1 | 15 | 7  | +8 | 13 |
| Валенсія | 6 | 4 | 1 | 1 | 12 | 5  | +7 | 13 |
| БАТЕ     | 6 | 2 | 0 | 4 | 9  | 15 | −6 | 6  |
| Лілль    | 6 | 1 | 0 | 5 | 4  | 13 | −9 | 3  |

#### Група G
| Команда   | І | П | Н | П | ГЗ | ГП | РМ | О  |
| --------- | - | - | - | - | -- | -- | -- | -- |
| Барселона | 6 | 4 | 1 | 1 | 11 | 5  | +6 | 13 |
| Селтік    | 6 | 3 | 1 | 2 | 9  | 8  | +1 | 10 |
| Бенфіка   | 6 | 2 | 2 | 2 | 5  | 5  | 0  | 8  |
| Спартак   | 6 | 1 | 0 | 5 | 7  | 14 | −7 | 3  |

#### Група H
| Команда           | І | П | Н | П | ГЗ | ГП | РМ | О  |
| ----------------- | - | - | - | - | -- | -- | -- | -- |
| Манчестер Юнайтед | 6 | 4 | 0 | 2 | 9  | 6  | +3 | 12 |
| Галатасарай       | 6 | 3 | 1 | 2 | 7  | 6  | +1 | 10 |
| Клуж              | 6 | 3 | 1 | 2 | 9  | 7  | +2 | 10 |
| Спортінг Б.       | 6 | 1 | 0 | 5 | 7  | 13 | −6 | 3  |

## Плей-оф

### Кваліфіковані команди
| Ключі   |
| ------- |
| Сіяні   |
| Несіяні |

| Група | Переможці         | Друге місце |
| ----- | ----------------- | ----------- |
| A     | Парі Сен-Жермен   | Порту       |
| B     | Шальке 04         | Арсенал     |
| C     | Малага            | Мілан       |
| D     | Боруссія          | Реал Мадрид |
| E     | Ювентус           | Шахтар      |
| F     | Баварія           | Валенсія    |
| G     | Барселона         | Селтік      |
| H     | Манчестер Юнайтед | Галатасарай |

### 1/8 фіналу
Жеребкування пройшло 20 грудня в Ньйоні. Перші матчі були зіграні 12, 13, 19 і 20 лютого, матчі відповіді — 5, 6, 12 і 13 березня 2013 року.
| Команда 1   | Заг.    | Команда 2         | 1-й матч | 2-й матч |
| ----------- | ------- | ----------------- | -------- | -------- |
| Галатасарай | 4:3     | Шальке 04         | 1:1      | 3:2      |
| Селтік      | 0:5     | Ювентус           | 0:3      | 0:2      |
| Арсенал     | 3:3 (ч) | Баварія           | 1:3      | 2:0      |
| Шахтар      | 2:5     | Боруссія (Д)      | 2:2      | 0:3      |
| Мілан       | 2:4     | Барселона         | 2:0      | 0:4      |
| Реал Мадрид | 3:2     | Манчестер Юнайтед | 1:1      | 2:1      |
| Валенсія    | 2:3     | Парі Сен-Жермен   | 1:2      | 1:1      |
| Порту       | 1:2     | Малага            | 1:0      | 0:2      |

### 1/4 фіналу
Жеребкування відбулося 15 березня. Перші матчі були зіграні 2 та 3 квітня, матчі відповіді — 9 та 10 квітня 2013 року.
| Команда 1       | Заг.    | Команда 2    | 1-й матч | 2-й матч |
| --------------- | ------- | ------------ | -------- | -------- |
| Малага          | 2:3     | Боруссія (Д) | 0:0      | 2:3      |
| Реал Мадрид     | 5:3     | Галатасарай  | 3:0      | 2:3      |
| Парі Сен-Жермен | 3:3 (ч) | Барселона    | 2:2      | 1:1      |
| Баварія         | 4:0     | Ювентус      | 2:0      | 2:0      |

### Півфінали
Жеребкування відбулося 12 квітня. Перші матчі були зіграні 23 та 24 квітня, матчі відповіді — 30 квітня та 1 травня 2013 року.
| Команда 1    | Заг. | Команда 2   | 1-й матч | 2-й матч |
| ------------ | ---- | ----------- | -------- | -------- |
| Баварія      | 7:0  | Барселона   | 4:0      | 3:0      |
| Боруссія (Д) | 4:3  | Реал Мадрид | 4:1      | 0:2      |

### Фінал
Фінал відбувся 25 травня на «Вемблі» в Лондоні.
| 25 травня 2013 19:45 |

| Боруссія (Д)        | 1 – 2 | Баварія                  |
| ------------------- | ----- | ------------------------ |
| Гюндоган 68' (пен.) |       | Манджукич 60' Роббен 89' |

| «Вемблі», Лондон Глядачів: 86 298 Арбітр: Нікола Ріццолі |

## Найкращі бомбардири
| # | Гравець             | Команда     | Хвилини | Кількість забитих м'ячів |
| - | ------------------- | ----------- | ------- | ------------------------ |
| 1 | Кріштіану Роналду   | Реал Мадрид | 1080'   | 12                       |
| 2 | Роберт Левандовські | Боруссія    | 1000'   | 10                       |
| 3 | Бурак Їлмаз         | Галатасарай | 767'    | 8                        |
| 3 | Ліонель Мессі       | Барселона   | 826'    | 8                        |
| 3 | Томас Мюллер        | Баварія     | 955'    | 8                        |
| 6 | Оскар               | Челсі       | 449'    | 5                        |
| 6 | Жонас               | Валенсія    | 451'    | 5                        |
| 6 | Алан                | Брага       | 492'    | 5                        |
| 6 | Карім Бензема       | Реал Мадрид | 532'    | 5                        |
| 6 | Есек'єль Лавессі    | ПСЖ         | 572'    | 5                        |